# دامیانو کونگو
دامیانو کونگو (زادهٔ ۱۹ سپتامبر ۱۹۸۱ در سرو ورونسه، ونتو) رکابزن حرفه‌ای سابق ایتالیایی است که در رشتهٔ دوچرخه‌سواری جاده فعالیت می‌کرد. او توانست در سال ۲۰۰۴ برندهٔ جیرو دیتالیا شود. همچنین سه بار فاتح تور لمباردی و یک بار برندهٔ مسابقهٔ طلایی آمستل شد. کونگو مدال نقره مسابقات قهرمانی جهان را در سال ۲۰۰۸ به دست آورد. افزون بر مهارت در سربالایی، عملکرد خود در تایم تریل را نیز بهبود داده‌بود. همچنین توانایی قابل توجهی در بخش‌های سرعتی داشت که برای یک سربالایی‌رو غیرمعمول بود.

## فعالیت حرفه‌ای

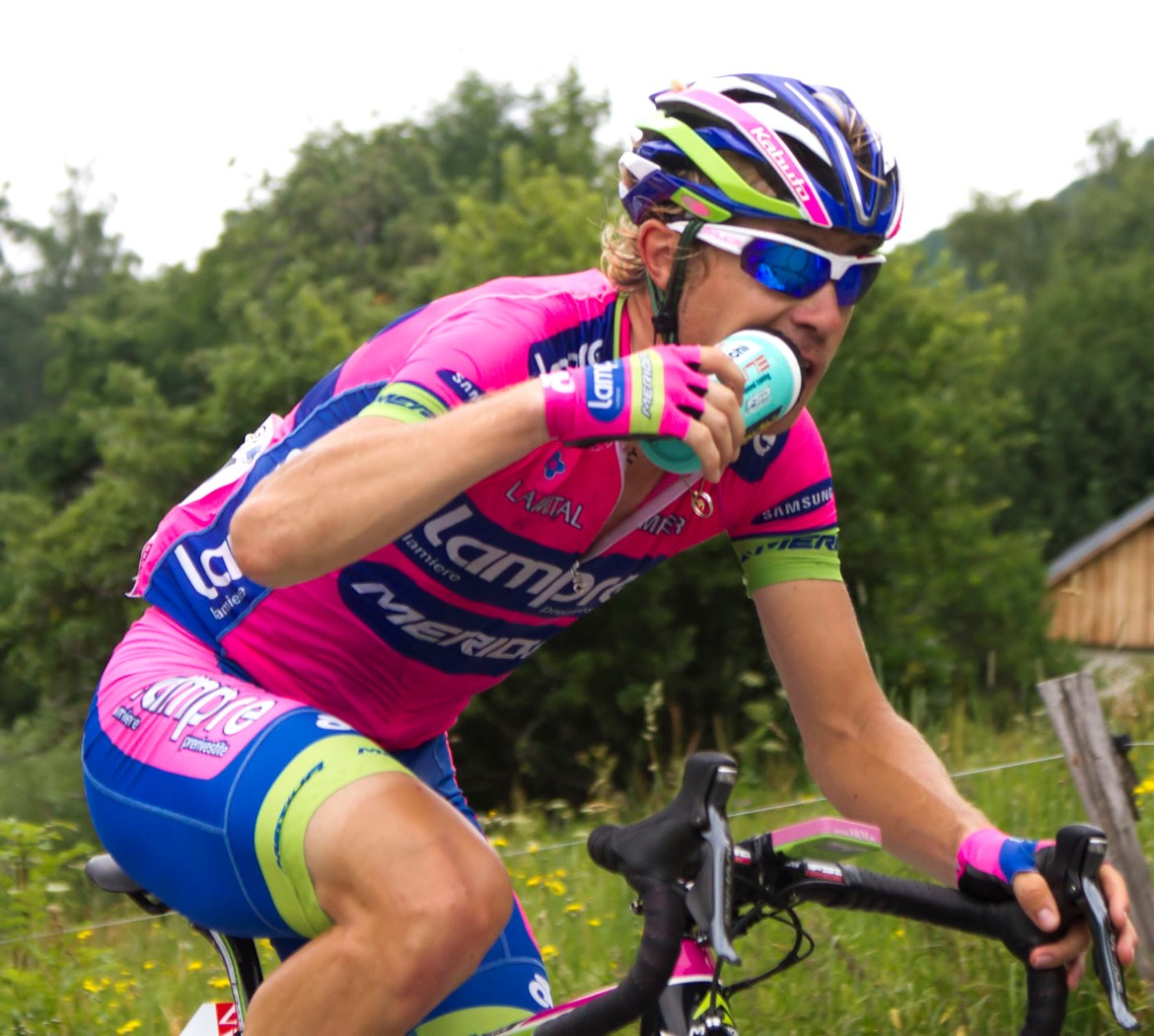
مسابقات دوچرخه سواری

کونگو پس از موفقیت در دو صحرانوردی در سن نوجوانی دوچرخه‌سواری را آغاز کرد. جوسپه مارتینلی او را کشف کرد. کونگو در سال ۲۰۰۲ در ۲۰ سالگی حرفه‌ای شد و به تیم سائکو پیوست. او در نخستین فصل حرفه‌ای خود در تور طلایی و تور مدیو برنتا برنده شد. در فصل ۲۰۰۳ برندهٔ مرحلهٔ هفتم و رده‌بندی اصلی تور کینگ‌های لیک شد.
آوازهٔ کونگو در مهٔ ۲۰۰۴ فراگیر شد. او توانست در  سن ۲۲ سالگی قهرمان جیرو دیتالیا شود. قدرت کونگو نارضایتی جیلبرتو سیمونی، سرگروه تیم، را به همراه داشت. رابطهٔ میان این دو نفر هنگامی تیره شد که کونگو در مرحلهٔ ۱۸ سیمونی را که به‌تنهایی فرار کرده‌بود، پشت سر گذاشت تا برندهٔ مرحله شود.
در ادامهٔ فصل ۲۰۰۴ کونگو در تور لمباردی نیز پیروز شد تا سیزدهمین پیروزی خود در فصل را به دست آورد. در پایان فصل، رتبهٔ نخست جام جهانی دوچرخه‌سواری جاده را کسب کرد تا در ۲۳ سالگی، جوان‌ترین برندهٔ این مسابقه باشد. همچنین او آخرین نفری بود که در رتبهٔ اول رده‌بندی جهانی قرار گرفت؛ زیرا از سال ۲۰۰۵ رده‌بندی با پروتور اتحادیه جهانی جایگزین شد.
در جیرو دیتالیای ۲۰۰۵ سیمونی و کونگو سرگروه مشترک تیم لامپره–کافیتا بودند. کونگو تهدیدی برای سیمونی به وجود نیاورد. او در نخستین سربالایی دولومیت گیر کرد و شش دقیقه زمان و امید قهرمانی را از دست داد. در آن زمان، تیم کونگو دلیل عقب افتادن او را بحران روحی دانستند و کونگو گفت با این شکست، بار سنگینی از دوش من برداشته‌شد. پس از مسابقه مشخص شد که او مبتلا به اپشتین بار ویروس شده‌است.
در سال ۲۰۰۶ کونگو در مسابقهٔ لیژ–باستون–لیژ سوم شد. در تور دو فرانس ۲۰۰۶ نیز عنوان بهترین رکابزن جوان را کسب کرد. او در مرحلهٔ ۱۵ پس از فرانک اشلک دوم شد. در سال ۲۰۰۷ برندهٔ تور ترنتینو شد و دومین پیروزی خود در تور لمباردی را به دست آورد.
در سال ۲۰۰۸ کونگو برندهٔ دو مسابقهٔ کلاسیک شد و در هر دو مسابقه، آلخاندرو والورده و فرانک اشلک را پشت سر گذاشت. در مسابقات قهرمانی جهان نیز بر سکوی دوم قرار گرفت. در پایان فصل نیز قهرمان مسابقهٔ برگ‌های ریزان و جام ژاپن شد تا خود را به عنوان یکی از بهترین رکابزنان سرعتی جهان تثبیت کند.
در اکتبر ۲۰۱۴ کونگو تیم لامپره–مریدا را ترک کرد تا برای فصل ۲۰۱۵ به تیم وینی فانتینی–نیپو بپیوندد.

## نتایج در گرند تورها
| گرند تور       | ۲۰۰۳ | ۲۰۰۴ | ۲۰۰۵ | ۲۰۰۶ | ۲۰۰۷   | ۲۰۰۸   | ۲۰۰۹   | ۲۰۱۰ | ۲۰۱۱ | ۲۰۱۲ | ۲۰۱۳ | ۲۰۱۴ | ۲۰۱۵   | ۲۰۱۶ |
| -------------- | ---- | ---- | ---- | ---- | ------ | ------ | ------ | ---- | ---- | ---- | ---- | ---- | ------ | ---- |
| جیرو دیتالیا   | ۳۴   | ۱    | ۱۸   | ۴    | ۵      | —      | ۱۷     | ۱۱   | —    | ۶    | —    | ۱۹   | ناتمام | ۴۴   |
| تور دو فرانس   | —    | —    | —    | ۱۱   | —      | ناتمام | —      | ۲۹   | ۶    | —    | ۵۵   | —    | —      | —    |
| ووئلتا اسپانیا | —    | ۱۵   | —    | —    | ناتمام | ناتمام | ناتمام | —    | —    | ۳۳   | —    | ۷۶   | —      | —    |